# Steinhauser Schleuse
Die Steinhauser Schleuse war eine von 16 Schleusen für die Ruhrschifffahrt, die auf Anordnung von König Friedrich II. gebaut wurden.

## Geschichte
In diesem Abschnitt der Ruhr lag damals etwa in Höhe der Nachtigallbrücke die Mühle des Schlosses Steinhausen. Das Aufschlagwasser wurde durch eine große Schlacht, die diagonal die Ruhr anstaute, der Mühle zugeleitet. Durch diese Barriere wurde die Ruhrschifffahrt blockiert. 
1780 ließ der Königliche Kammerherr Clemens August Freiherr von Elverfeldt am Nordufer die Schleuse errichten. Die Schleuse war 40 Meter lang und 5,60 Meter breit und bestand aus Holz. 
1806 übernahm der Staat die Schleuse, bis sie um 1856 abgebrochen wurde. 
Die Fahrrinne der Schleuse ist heute nur noch als Unebenheit in den Ruhrwiesen zu erkennen.